# Paunat
Paunat est une commune française située dans le département de la Dordogne, en région Nouvelle-Aquitaine.

## Géographie

### Généralités

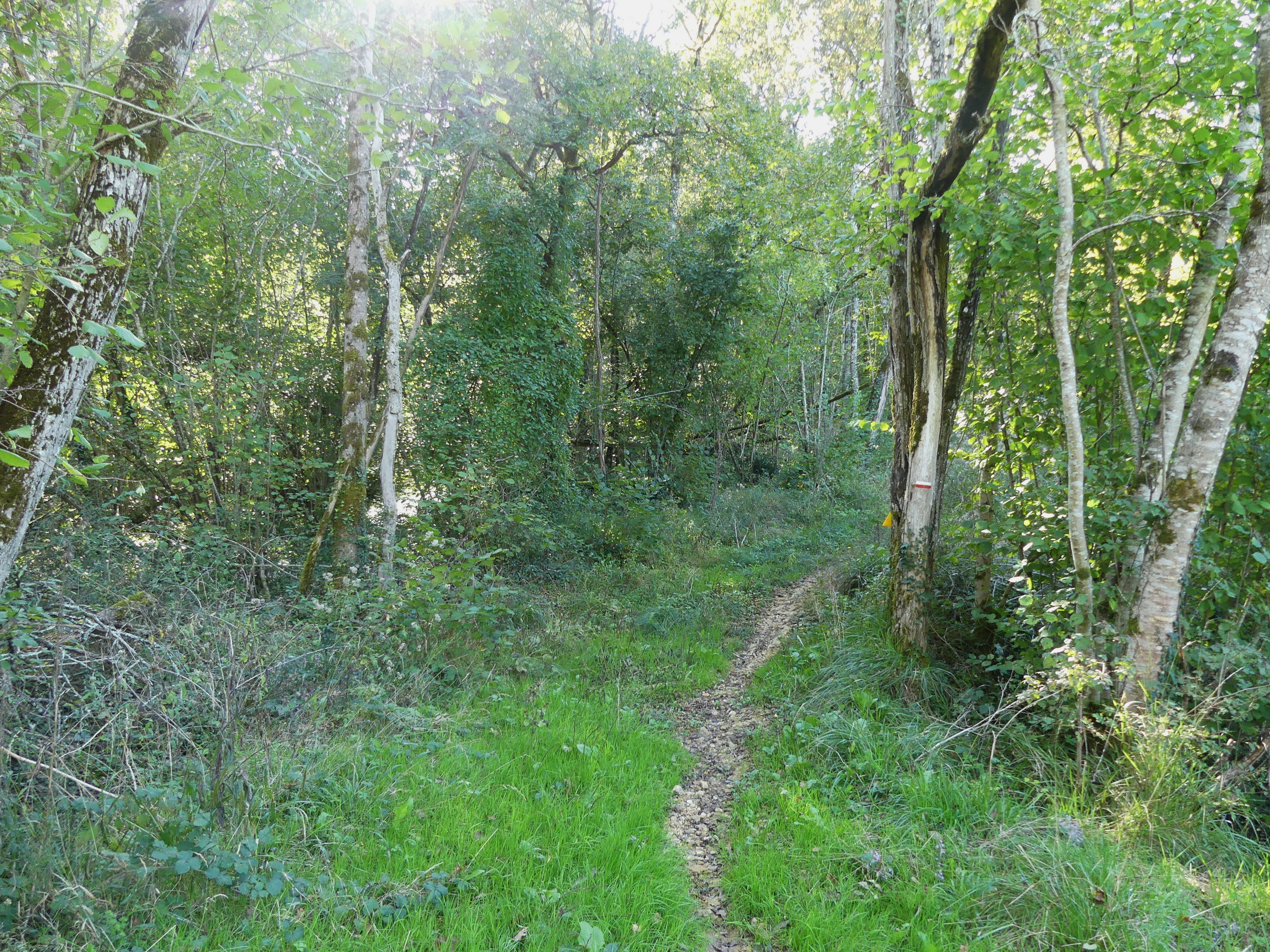
Le GR 6 au nord-ouest de la Pénétie.

Dans le quart sud-est du département de la Dordogne, en limite du Périgord noir et du Bergeracois, la commune rurale de Paunat est bordée sur plus d'un kilomètre par la Dordogne et arrosée par son affluent la Pradelle.
Moins d'un kilomètre à l'est de la route départementale (RD) 2, le petit bourg de Paunat se situe, en distances orthodromiques, cinq kilomètres et demi à l'ouest-sud-ouest du Bugue, huit kilomètres au nord-ouest du Buisson-de-Cadouin et douze kilomètres au nord-est de Lalinde.
Le territoire communal est également desservi au sud par la RD 31 et au nord par la RD 703.
Entre Trémolat et Limeuil, le sentier de grande randonnée GR 6 traverse le sud de la commune sur trois kilomètres et demi.

### Communes limitrophes
Paunat est limitrophe de sept autres communes.
|          | Val de Louyre et Caudeau | Saint-Avit-de-Vialard, Le Bugue |
| Pezuls   | Paunat                   | Limeuil                         |
| Trémolat |                          | Alles-sur-Dordogne              |

### Géologie et relief

#### Géologie
Situé sur la plaque nord du Bassin aquitain et bordé à son extrémité nord-est par une frange du Massif central, le département de la Dordogne présente une grande diversité géologique. Les terrains sont disposés en profondeur en strates régulières, témoins d'une sédimentation sur cette ancienne plate-forme marine. Le département peut ainsi être découpé sur le plan géologique en quatre gradins différenciés selon leur âge géologique. Paunat est située dans le troisième gradin à partir du nord-est, un plateau formé de calcaires hétérogènes du Crétacé.
Les couches affleurantes sur le territoire communal sont constituées de formations superficielles du Quaternaire et de roches sédimentaires datant pour certaines du Cénozoïque, et pour d'autres du Mésozoïque. La formation la plus ancienne, notée c5c, date du Campanien 3, une alternance de marnes à glauconie et de calcaires crayo-marneux jaunâtres. La formation la plus récente, notée CFvs, fait partie des formations superficielles de type colluvions carbonatées de vallons secs : sable limoneux à débris calcaires et argile sableuse à débris. Le descriptif de ces couches est détaillé dans  la feuille « no 807 - Le Bugue » de la carte géologique au 1/50 000 de la France métropolitaine, et sa notice associée.

Carte géologique de Paunat.

#### Relief et paysages

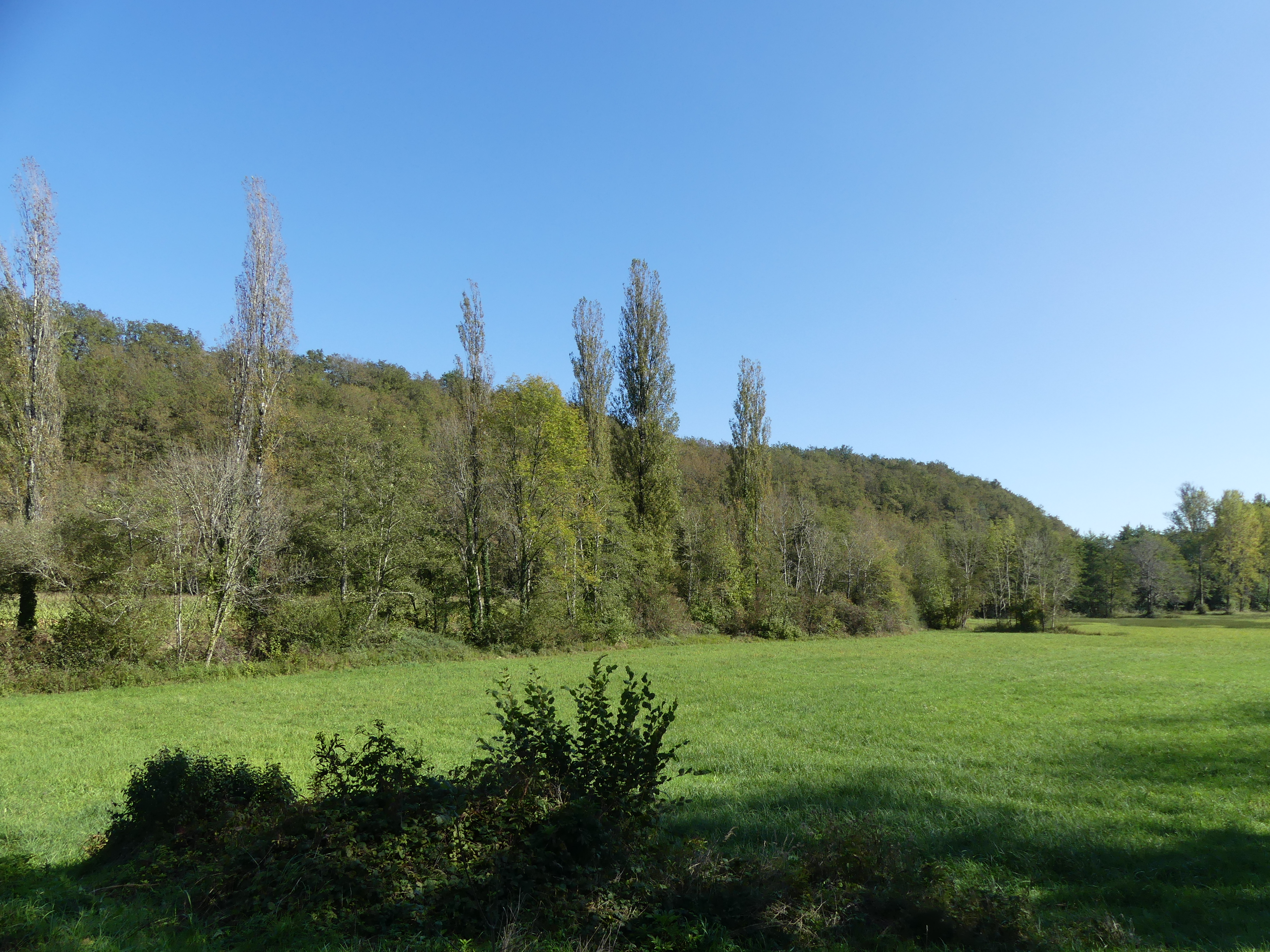
La vallée de la Pradelle au pont de la route départementale 31.

Le département de la Dordogne se présente comme un vaste plateau incliné du nord-est (491 m, à la forêt de Vieillecour dans le Nontronnais, à Saint-Pierre-de-Frugie) au sud-ouest (2 m à Lamothe-Montravel). L'altitude du territoire communal varie quant à elle entre 44 mètres et 216 mètres,.
Dans le cadre de la Convention européenne du paysage entrée en vigueur en France le 1er juillet 2006, renforcée par la loi du 8 août 2016 pour la reconquête de la biodiversité, de la nature et des paysages, un atlas des paysages de la Dordogne a été élaboré sous maîtrise d’ouvrage de l’État et publié en octobre 2020. Les paysages du département s'organisent en huit unités paysagères,. La commune fait partie du Périgord noir, un paysage vallonné et forestier, qui ne s’ouvre que ponctuellement autour de vallées-couloirs et d’une multitude de clairières de toutes tailles. Il s'étend du nord de la Vézère au sud de la Dordogne (en amont de Lalinde) et est riche d’un patrimoine exceptionnel.
La superficie cadastrale de la commune publiée par l'Insee, qui sert de référence dans toutes les statistiques, est de 18,28 km2,,. La superficie géographique, issue de la BD Topo, composante du Référentiel à grande échelle produit par l'IGN, est quant à elle de 17,78 km2.

### Hydrographie

#### Réseau hydrographique
La commune est située dans le bassin de la Dordogne au sein du Bassin Adour-Garonne. Elle est drainée par la Dordogne, la Pradelle, la Rèze, le Paunat, qui constituent un réseau hydrographique de 14 km de longueur totale,.
La Dordogne, d'une longueur totale de 483,1 km, prend naissance sur les flancs du puy de Sancy (1 885 m), dans la chaîne des monts Dore, traverse six départements dont la Dordogne dans sa partie sud, et conflue avec la Garonne à Bayon-sur-Gironde, pour former l'estuaire de la Gironde,. Elle borde la commune au sud-est sur 1,2 kilomètre, face à Alles-sur-Dordogne.
Affluent de rive droite de la Dordogne, la Pradelle traverse le territoire communal du nord-ouest au sud-est sur plus de cinq kilomètres. Son affluent de rive gauche le Paunat prend sa source dans la commune, 850 mètres au nord-nord-est du bourg, et arrose la commune en direction dus sud sur trois kilomètres et demi.
Affluent de rive droite d'un bras de la Dordogne, la Rèze borde le territoire communal au sud-ouest sur plus de deux kilomètres face à Trémolat.

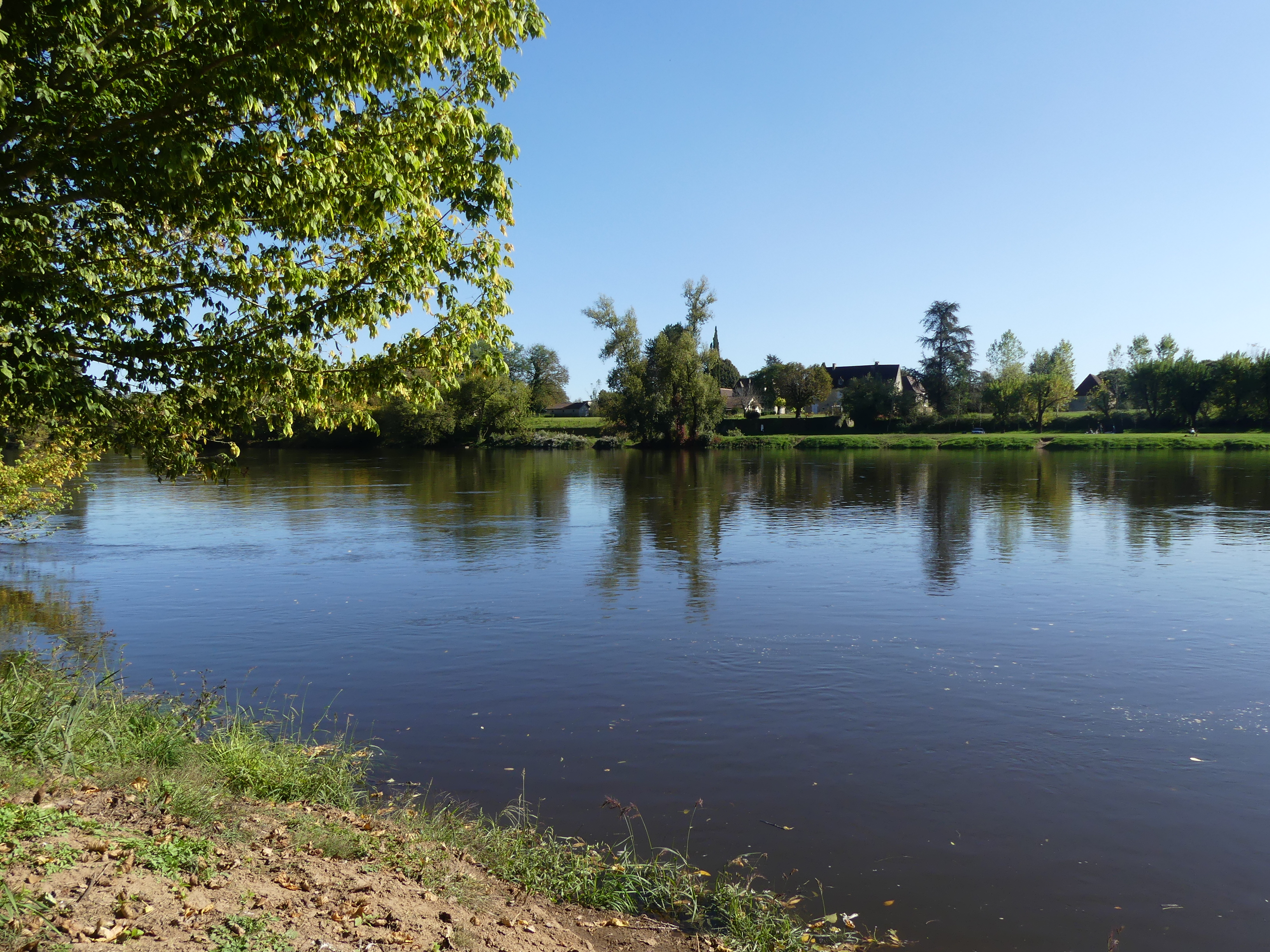
La Dordogne au niveau de sa confluence avec la Pradelle.
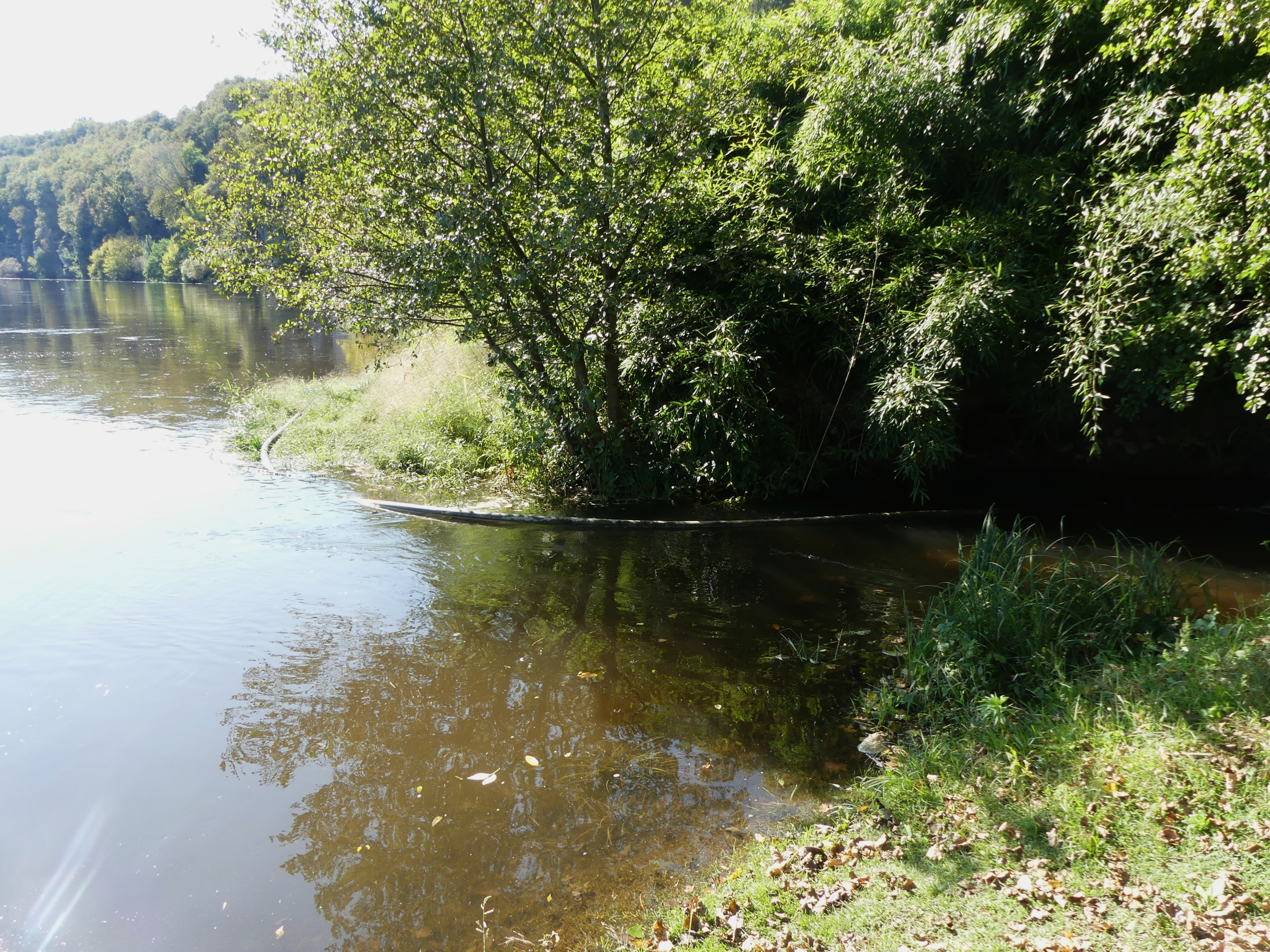
La Pradelle venant de la droite se jette dans la Dordogne.
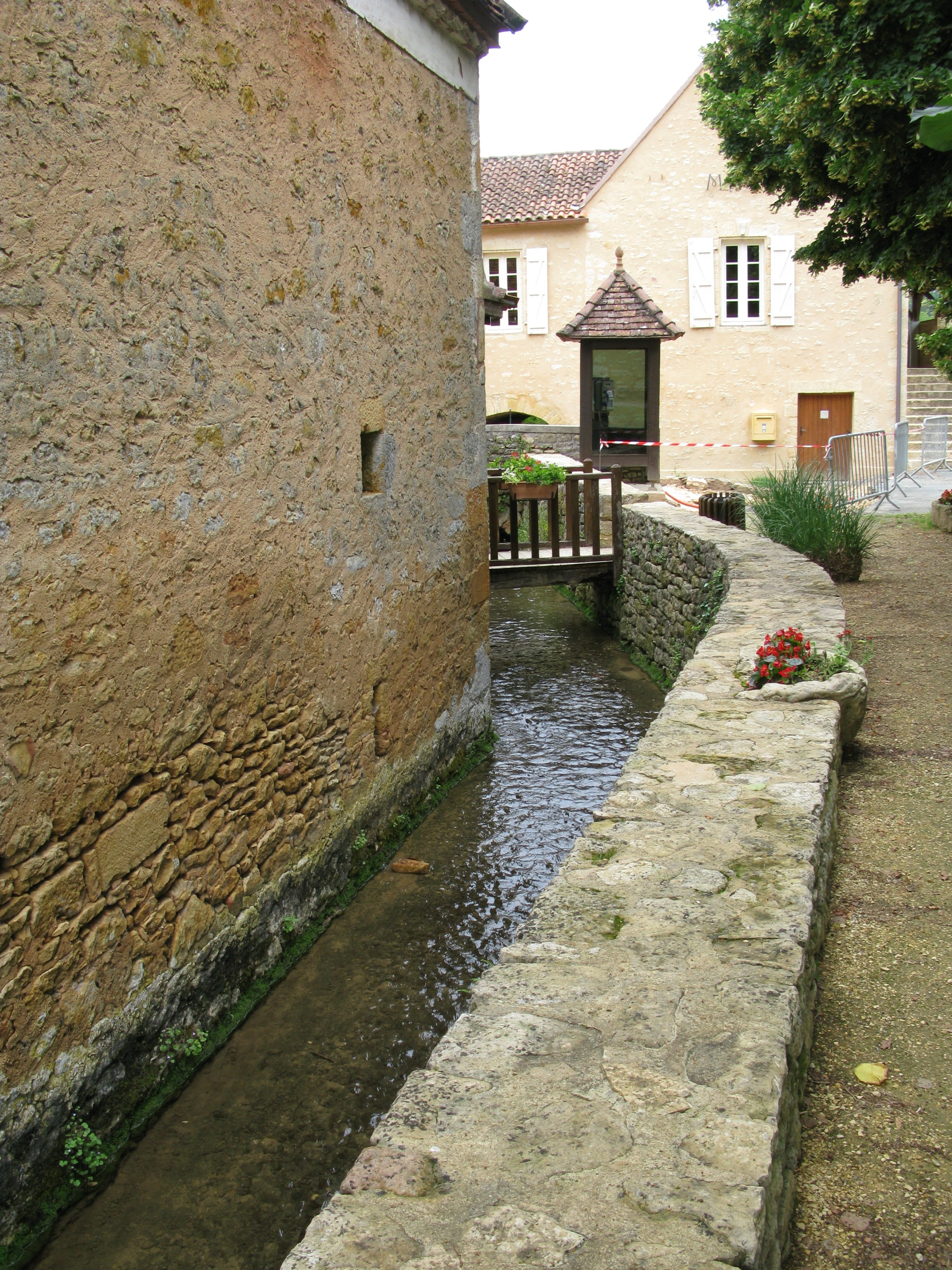
Le ruisseau le Paunat.
Réseaux hydrographique et routier de Paunat.
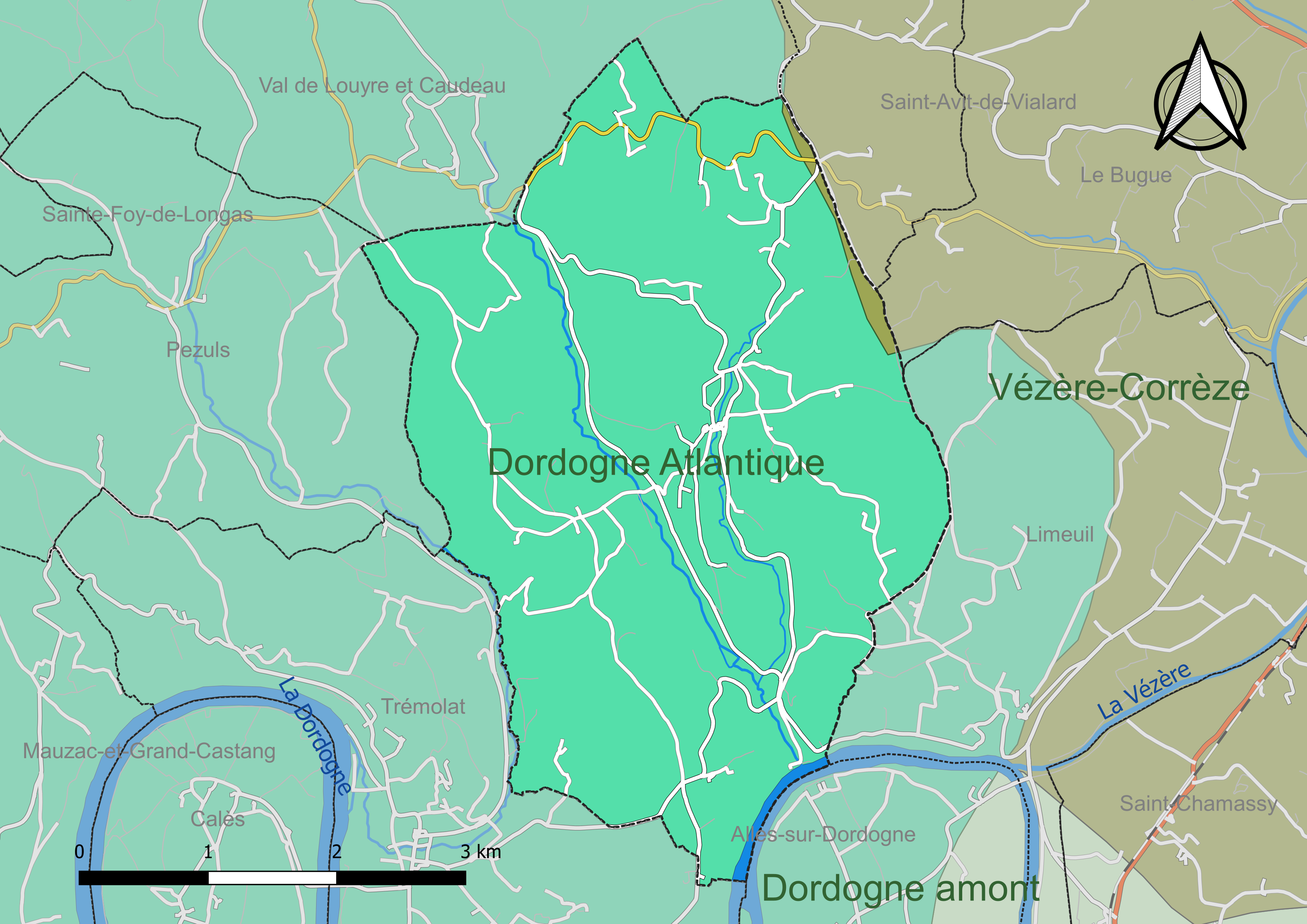
Carte des schémas d'aménagement et de gestion des eaux (SAGE) couvrant le territoire communal de Paunat.

#### Gestion et qualité des eaux
Le territoire communal est couvert par les schémas d'aménagement et de gestion des eaux (SAGE) « Dordogne Atlantique » et « Vézère-Corrèze ». Le SAGE « Dordogne Atlantique », dont le territoire correspond au sous‐bassin le plus aval du bassin versant de la Dordogne (aval de la confluence Dordogne - Vézère)., d'une superficie de 2 700 km2 est en cours d'élaboration. La structure porteuse de l'élaboration et de la mise en œuvre est l'établissement public territorial de bassin de la Dordogne (EPIDOR). Le SAGE « Vézère-Corrèze », dont le territoire regroupe les bassins versants de la Vézère et de la Corrèze, d'une superficie de 3 730 km2 est en cours d'élaboration. La structure porteuse de l'élaboration et de la mise en œuvre est le conseil départemental de la Corrèze. Ils définissent chacun sur leur territoire les objectifs généraux d’utilisation, de mise en valeur et de protection quantitative et qualitative des ressources en eau superficielle et souterraine, en respect des objectifs de qualité définis dans le troisième SDAGE  du Bassin Adour-Garonne qui couvre la période 2022-2027, approuvé le 10 mars 2022.
La quasi-totalité du territoire communal dépend du SAGE Dordogne Atlantique. Seule une mince bande de terrain au nord-est, en limite du Bugue et de Saint-Avit-de-Vialard est rattachée au SAGE Vézère-Corrèze.
La qualité des eaux de baignade et des cours d’eau peut être consultée sur un site dédié géré par les agences de l’eau et l’Agence française pour la biodiversité.

### Climat
Pour des articles plus généraux, voir Climat de la Nouvelle-Aquitaine et Climat de la Dordogne.
Historiquement, la commune est exposée à un climat océanique aquitain.  
En 2020, Météo-France publie une typologie des climats de la France métropolitaine dans laquelle la commune est exposée à un climat océanique altéré et est dans la région climatique  Aquitaine, Gascogne, caractérisée par une pluviométrie abondante au printemps, modérée en automne, un faible ensoleillement au printemps, un été chaud (19,5 °C), des vents faibles, des brouillards fréquents en automne et en hiver et des orages fréquents en été (15 à 20 jours).
Pour la période 1971-2000, la température annuelle moyenne est de 12,4 °C, avec  une amplitude thermique annuelle de 15,2 °C. Le cumul annuel moyen de précipitations est de 900 mm, avec 12,1 jours de précipitations en janvier et 6,6 jours en juillet. Pour la période 1991-2020, la température moyenne annuelle observée sur la station météorologique la plus proche, située sur la commune de Pays de Belvès à 18 km à vol d'oiseau, est de 13,0 °C et le cumul annuel moyen de précipitations est de 888,2 mm,. Pour l'avenir, les paramètres climatiques de la commune estimés pour 2050 selon différents scénarios d’émission de gaz à effet de serre sont consultables sur un site dédié publié par Météo-France en novembre 2022.

### Milieux naturels et biodiversité

#### Natura 2000
La Dordogne est un site du réseau Natura 2000 limité aux départements de la Dordogne et de la Gironde, et qui concerne les 103 communes riveraines de la Dordogne, dont Paunat,. Seize espèces animales et une espèce végétale inscrites à l'annexe II de la directive 92/43/CEE de l'Union européenne y ont été répertoriées.
La zone Coteaux calcaires de la vallée de la Dordogne, qui s'étend au total sur 3 686 hectares et est partagée avec vingt-quatre autres communes, fait également partie du réseau Natura 2000,. Deux espèces de chauves-souris inscrites à l'annexe II de la directive 92/43/CEE de l'Union européenne y ont été répertoriées : le Grand rhinolophe (Rhinolophus ferrumequinum) et le Petit rhinolophe (Rhinolophus hipposideros). Sur la commune, elle s'étend sur une trentaine d'hectares et correspond aux coteaux situés en bordure de la Dordogne, au nord de Sors, ainsi que depuis le Moulin de Sors jusqu'à la Borie.

#### ZNIEFF
Paunat fait partie des 102 communes concernées par la zone naturelle d'intérêt écologique, faunistique et floristique (ZNIEFF) de type II « La Dordogne »,, dans laquelle ont été répertoriées huit espèces animales déterminantes et cinquante-sept espèces végétales déterminantes, ainsi que quarante-trois autres espèces animales et trente-neuf autres espèces végétales.

## Urbanisme

### Typologie
Au 1er janvier 2024, Paunat est catégorisée commune rurale à habitat très dispersé, selon la nouvelle grille communale de densité à 7 niveaux définie par l'Insee en 2022.
Elle est située hors unité urbaine et hors attraction des villes,.

### Occupation des sols
L'occupation des sols de la commune, telle qu'elle ressort de la base de données européenne d’occupation biophysique des sols Corine Land Cover (CLC), est marquée par l'importance des forêts et milieux semi-naturels (52,7 % en 2018), une proportion identique à celle de 1990 (52,7 %). La répartition détaillée en 2018 est la suivante : 
forêts (52,7 %), zones agricoles hétérogènes (37,5 %), prairies (9,2 %), eaux continentales (0,6 %). L'évolution de l’occupation des sols de la commune et de ses infrastructures peut être observée sur les différentes représentations cartographiques du territoire : la carte de Cassini (XVIIIe siècle), la carte d'état-major (1820-1866) et les cartes ou photos aériennes de l'IGN pour la période actuelle (1950 à aujourd'hui).

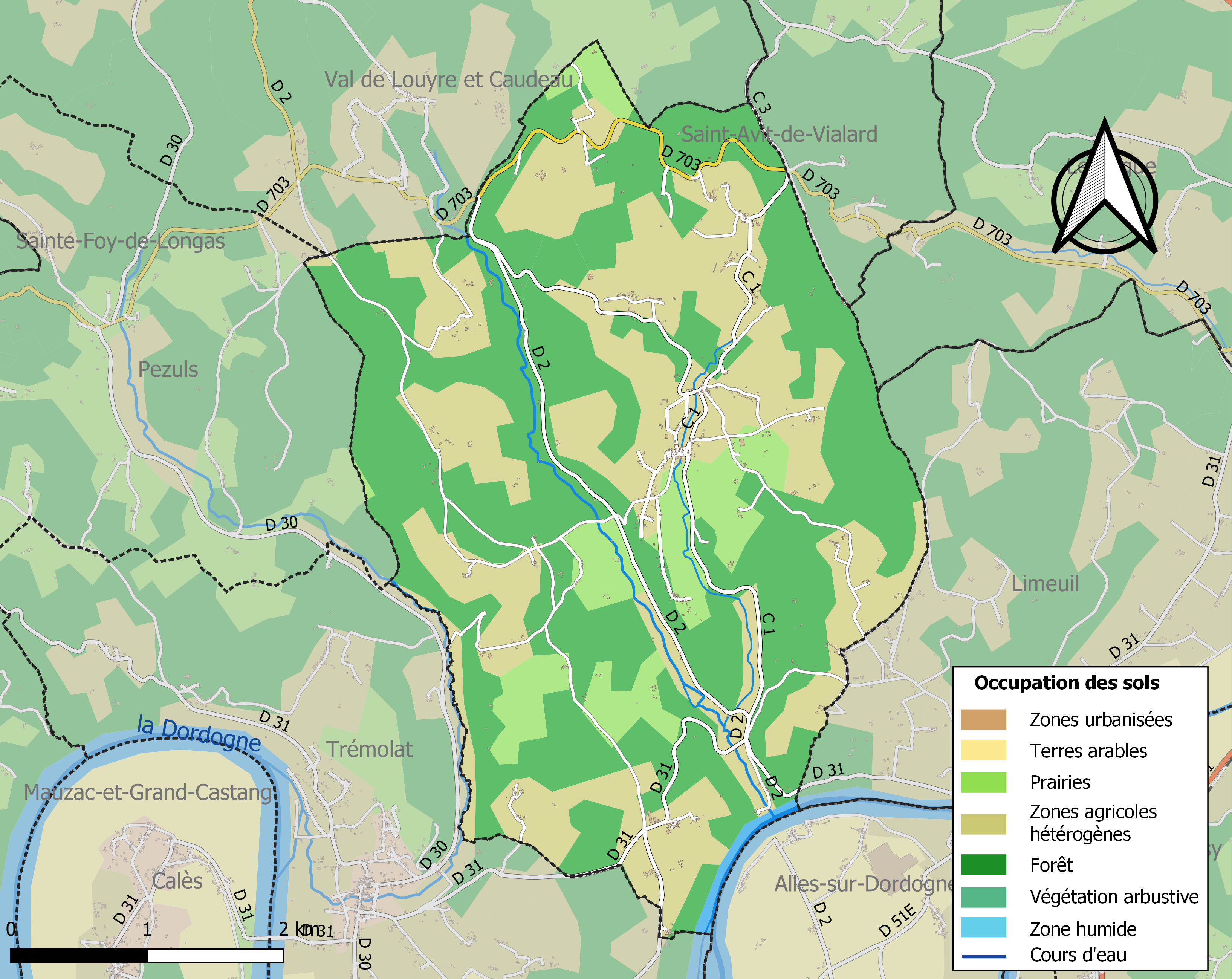
Carte des infrastructures et de l'occupation des sols de la commune en 2018 (CLC).

### Prévention des risques
Le territoire de la commune de Paunat est vulnérable à différents aléas naturels : météorologiques (tempête, orage, neige, grand froid, canicule ou sécheresse), inondations, feux de forêts, mouvements de terrains et séisme (sismicité très faible). Il est également exposé à un risque technologique, la rupture d'un barrage. Un site publié par le BRGM permet d'évaluer simplement et rapidement les risques d'un bien localisé soit par son adresse soit par le numéro de sa parcelle.

#### Risques naturels
Certaines parties du territoire communal sont susceptibles d’être affectées par le risque d’inondation par débordement de cours d'eau, notamment la Dordogne. La commune a été reconnue en état de catastrophe naturelle au titre des dommages causés par les inondations et coulées de boue survenues en 1982 et 1999,. Le risque inondation est pris en compte dans l'aménagement du territoire de la commune par le biais du plan de prévention des risques inondation (PPRI) de la « Dordogne Centre », couvrant 20 communes et approuvé le 23 décembre 2008, pour les crues de la Dordogne,.
Paunat est exposée au risque de feu de forêt. L’arrêté préfectoral du 14 mars 2013 fixe les conditions de pratique des incinérations et de brûlage dans un objectif de réduire le risque de départs d’incendie. À ce titre, des périodes sont déterminées : interdiction totale du 15 février au 15 mai et du 15 juin au 15 octobre, utilisation réglementée du 16 mai au 14 juin et du 16 octobre au 14 février. En septembre 2020, un plan inter-départemental de protection des forêts contre les incendies (PidPFCI) a été adopté pour la période 2019-2029,.

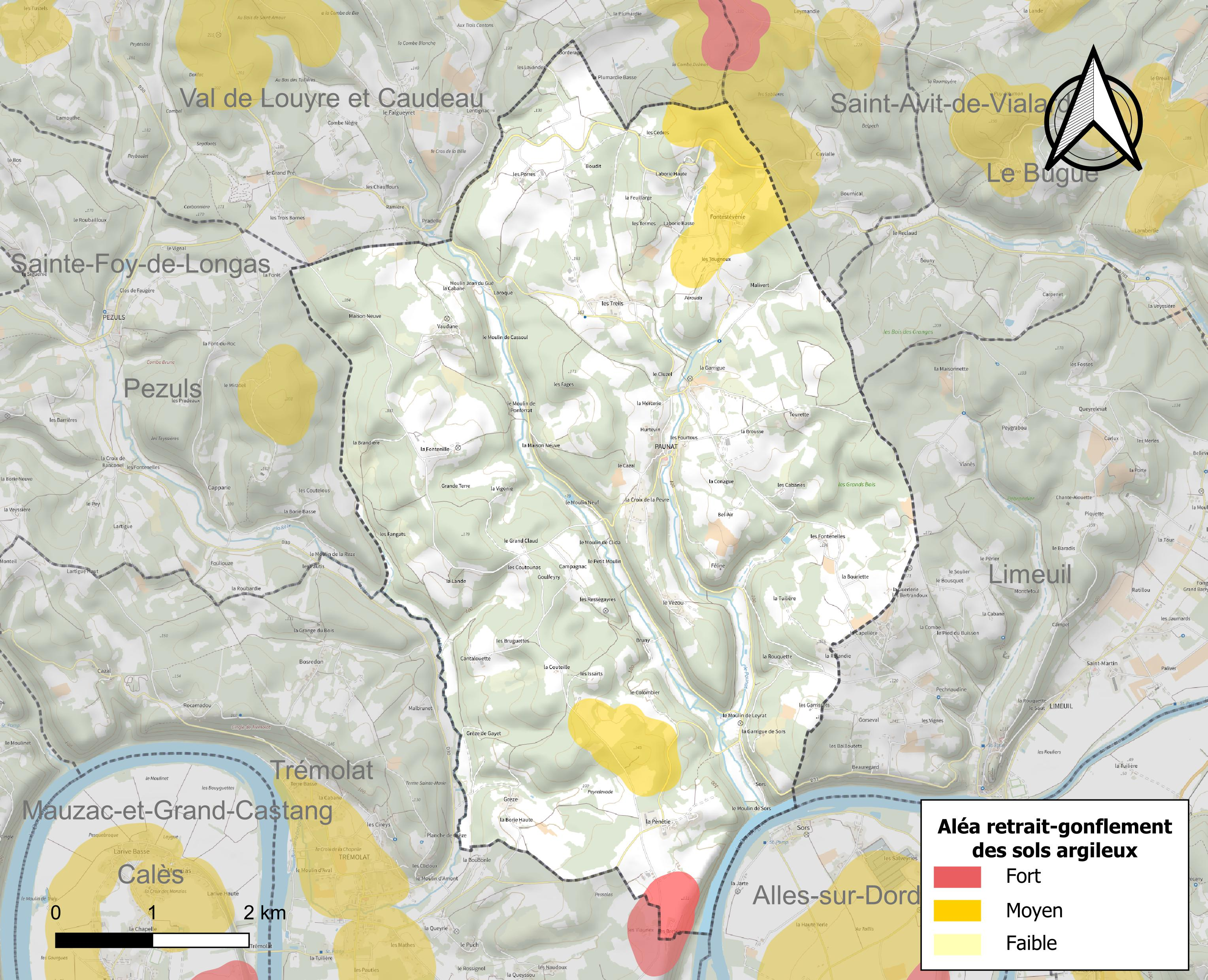
Carte des zones d'aléa retrait-gonflement des sols argileux de Paunat.

Les mouvements de terrains susceptibles de se produire sur la commune sont des tassements différentiels. Le retrait-gonflement des sols argileux est susceptible d'engendrer des dommages importants aux bâtiments en cas d’alternance de périodes de sécheresse et de pluie. 6,7 % de la superficie communale est en aléa moyen ou fort (58,6 % au niveau départemental et 48,5 % au niveau national métropolitain). Depuis le 1er octobre 2020, en application de la loi ÉLAN, différentes contraintes s'imposent aux vendeurs, maîtres d'ouvrages ou constructeurs de biens situés dans une zone classée en aléa moyen ou fort,.
La commune a été reconnue en état de catastrophe naturelle au titre des dommages causés par la sécheresse en 1989, 1992, 1995, 2005 et 2011 et par des mouvements de terrain en 1999.

#### Risque technologique
La commune est en outre située en aval des barrages de Monceaux la Virolle et de Bort-les-Orgues, deux ouvrages de classe A situés dans le département de la Corrèze et faisant l'objet d'un PPI depuis 2009. À ce titre elle est susceptible d’être touchée par l’onde de submersion consécutive à la rupture d'un de ces ouvrages.

## Toponymie
La première mention écrite connue du lieu est inscrite dans le cartulaire de l'abbaye de Saint-Cybard sous la forme Possessio Palnatensis (possession de Paunat) puis ultérieurement Monasterium nomine Palmatus (monastère nommé Palmat) dans les registres de l'abbaye de Vabres. En 1090, le cartulaire de l'abbaye de La Sauve-Majeure recense Paunac et le nom de Palnato est relevé en 1546.
Le nom du lieu dérive du nom d'un personnage gallo-roman : Paulinus, suivi du suffixe -acum signifiant « le domaine de Paulinus ».
En occitan, la commune porte le nom de Paunac.

## Histoire
Le territoire communal a fait l'objet d'une occupation dès le Paléolithique.
L'origine du nom indique l'existence sur le site d'un domaine rural dans l'Antiquité ou à l'époque mérovingienne. Le lieu doit son développement au Moyen Âge à un monastère fondé durant l'époque carolingienne par une famille aristocratique, sans doute sur son propre domaine. Dans le courant du IXe siècle, le monastère est donné avec toutes ses dépendances situées en Périgord, en Quercy et probablement dans d'autres comtés voisins à l'abbaye Saint-Martial de Limoges par un certain David, faisant vraisemblablement partie de l'entourage du roi Pépin Ier d'Aquitaine, et par sa femme Benedictana. Selon un récit écrit au Xe siècle par un abbé de Vabres, les moines et leur abbé Adalgasius ont alors quitté Paunat, erré pendant plusieurs années et finalement trouvé refuge en Rouergue où ils ont fondé l'abbaye de Vabres sous les auspices du comte de Toulouse. Plusieurs prieurés étaient subordonnés à l'abbaye de Paunat : Le Fleix, Montfaucon, Ribagnac, Saint-Nazaire et Tayac. En 1316, le bourg de Paunat avait le titre de « ville » (Communitas villae de Palnaco), avec un repaire noble dépendant de la châtellenie de Limeuil.
L'église Saint-Martial de Paunat a relevé jusqu'au XVIIIe siècle, de l'abbaye Saint-Martial de Limoges dont elle constituait une des principales possessions.

## Politique et administration

### Rattachements administratifs
La commune de Paunat a, dès 1790, été rattachée au canton de Limeuil qui dépendait du district de Belvès jusqu'en 1795, date de suppression des districts. Lorsque ce canton est supprimé par la loi du 8 pluviôse an IX (28 janvier 1801)  portant sur la « réduction du nombre de justices de paix », la commune est rattachée au canton de Saint-Alvère (devenu canton de Sainte-Alvère en 1972), dépendant de l'arrondissement de Bergerac.
Dans le cadre de la réforme de 2014 définie par le décret du 21 février 2014, ce canton disparaît aux élections départementales de mars 2015. La commune est alors rattachée électoralement au canton du Périgord central.
En 2017, Paunat est rattachée à l'arrondissement de Périgueux,.

### Intercommunalité
Fin 2001, Paunat intègre dès sa création la communauté de communes du Terroir de la truffe. Celle-ci est dissoute le 31 décembre 2013 et remplacée au 1er janvier 2014 par la communauté de communes du Pays vernois et du terroir de la truffe. Elle est elle-même dissoute le 31 décembre 2016 et la plupart de ses communes, dont Paunat, sont intégrées à la communauté d'agglomération Le Grand Périgueux le 1er janvier 2017.

### Administration municipale
La population de la commune étant comprise entre 100 et 499 habitants au recensement de 2017, onze conseillers municipaux ont été élus en 2020,.

### Liste des maires
| Période                                  | Période    | Identité         | Étiquette | Qualité  |
| ---------------------------------------- | ---------- | ---------------- | --------- | -------- |
| Les données manquantes sont à compléter. |            |                  |           |          |
|                                          |            |                  |           |          |
| mars 2001                                | avril 2014 | Roger Chapotot   | UMP       | Retraité |
| avril 2014                               | mai 2020   | Francis Mérillou |           |          |
| mai 2020                                 | En cours   | Didier Marc      |           |          |

### Politique environnementale
Dans son palmarès 2024, le Conseil national de villes et villages fleuris de France a attribué deux fleurs à la commune.

## Équipements et services publics

### Enseignement
En 2024, la commune dispose d'une école primaire publique où sont accueillis les enfants de grande section de maternelle et du cours préparatoire.
Paunat est organisée en regroupement pédagogique intercommunal (RPI) avec trois autres communes : Alles-sur-Dordogne pour les CE1 et CE2, Limeuil pour les petite et moyenne sections de maternelle, et Saint-Chamassy pour les CM1 et CM2.

### Justice
Dans le domaine judiciaire, Paunat relève : 
- du tribunal judiciaire, du tribunal pour enfants, du conseil de prud'hommes et du tribunal de commerce de Bergerac ;
- du pôle Nationalité du tribunal judiciaire de Périgueux (compétent uniquement dans le domaine de la nationalité) ;
- de la cour d'appel, du tribunal administratif et de la  cour administrative d'appel de Bordeaux.

## Population et société

### Démographie
L'évolution du nombre d'habitants est connue à travers les recensements de la population effectués dans la commune depuis 1793. Pour les communes de moins de 10 000 habitants, une enquête de recensement portant sur toute la population est réalisée tous les cinq ans, les populations de référence des années intermédiaires étant quant à elles estimées par interpolation ou extrapolation. Pour la commune, le premier recensement exhaustif entrant dans le cadre du nouveau dispositif a été réalisé en 2005.

En 2022, la commune comptait 318 habitants, en évolution de +3,92 % par rapport à 2016 (Dordogne : +0,37 %, France hors Mayotte : +2,11 %).
| 1793  | 1800 | 1806  | 1821 | 1831  | 1836 | 1841 | 1846 | 1851 |
| ----- | ---- | ----- | ---- | ----- | ---- | ---- | ---- | ---- |
| 1 080 | 971  | 1 006 | 912  | 1 002 | 901  | 908  | 950  | 861  |

| 1856 | 1861 | 1866 | 1872 | 1876 | 1881 | 1886 | 1891 | 1896 |
| ---- | ---- | ---- | ---- | ---- | ---- | ---- | ---- | ---- |
| 800  | 791  | 763  | 717  | 768  | 682  | 669  | 637  | 607  |

| 1901 | 1906 | 1911 | 1921 | 1926 | 1931 | 1936 | 1946 | 1954 |
| ---- | ---- | ---- | ---- | ---- | ---- | ---- | ---- | ---- |
| 553  | 505  | 452  | 384  | 405  | 401  | 399  | 346  | 273  |

| 1962 | 1968 | 1975 | 1982 | 1990 | 1999 | 2005 | 2006 | 2010 |
| ---- | ---- | ---- | ---- | ---- | ---- | ---- | ---- | ---- |
| 298  | 282  | 226  | 217  | 246  | 271  | 302  | 303  | 314  |

| 2015 | 2020 | 2022 | - | - | - | - | - | - |
| ---- | ---- | ---- | - | - | - | - | - | - |
| 305  | 314  | 318  | - | - | - | - | - | - |

### Manifestations culturelles et festivités
- En juillet-août, festival de musique et de chant classiques « Musique en Sol », à l'intérieur de l'église abbatiale mais également à l'abbaye de  Chancelade et à l'église Saint-Étienne-de-la-Cité, à Périgueux (35e édition en 2025[72]).
- Un dimanche en décembre, « Journée de la truffe » (20e édition en 2023[73]).

## Économie

### Emploi
En 2015, parmi la population communale comprise entre 15 et 64 ans, les actifs représentent 114 personnes, soit 37,4 % de la population municipale. Le nombre de chômeurs (seize) a augmenté par rapport à 2010 (quatorze) et le taux de chômage de cette population active s'établit à 14,0 %.

### Établissements
Au 31 décembre 2015, la commune compte trente-neuf établissements, dont vingt-deux au niveau des commerces, transports ou services, huit dans l'agriculture, la sylviculture ou la pêche, quatre dans la construction, quatre relatifs au secteur administratif, à l'enseignement, à la santé ou à l'action sociale, et un dans l'industrie.

## Culture locale et patrimoine

### Lieux et monuments
L'église Saint-Martial fait la réputation de Paunat, car c'est une des rares églises à être millénaire (elle a été consacrée en 991).
Édifiée une première fois au VIIIe siècle, elle a été donnée au IXe siècle, sans doute en 848, à l'abbaye Saint-Martial de Limoges dont elle dépend jusqu'au XVIIIe siècle. Elle est saccagée en 849, puis en 860 par les Normands.
Plusieurs fois ruinée puis rétablie, elle est rattachée en 1703 au séminaire de Périgueux.
L'église actuelle présente un chœur rectangulaire qui date du XIIe siècle et qui a été voûté d'ogives au XIVe siècle. La nef actuelle a été construite au XVe siècle et les voûtes d'ogives qui la couvrent ont été refaites en briques au XIXe siècle. Quant au clocher-porche, il n'a subi aucun remaniement depuis son édification au XIIe siècle. Elle est classée depuis 1956 au titre des monuments historiques et ses abords sont inscrits depuis 1959.
Une centaine de mètres au nord de l'église, la maison dite La Recette, du XIIe – XIIIe siècle, est inscrite depuis 1998 au titre des monuments historiques pour son avant-corps de bâtiment sud.
La chartreuse du Colombier édifiée au XVIIe siècle présente des jardins labellisés « jardin remarquable »,.

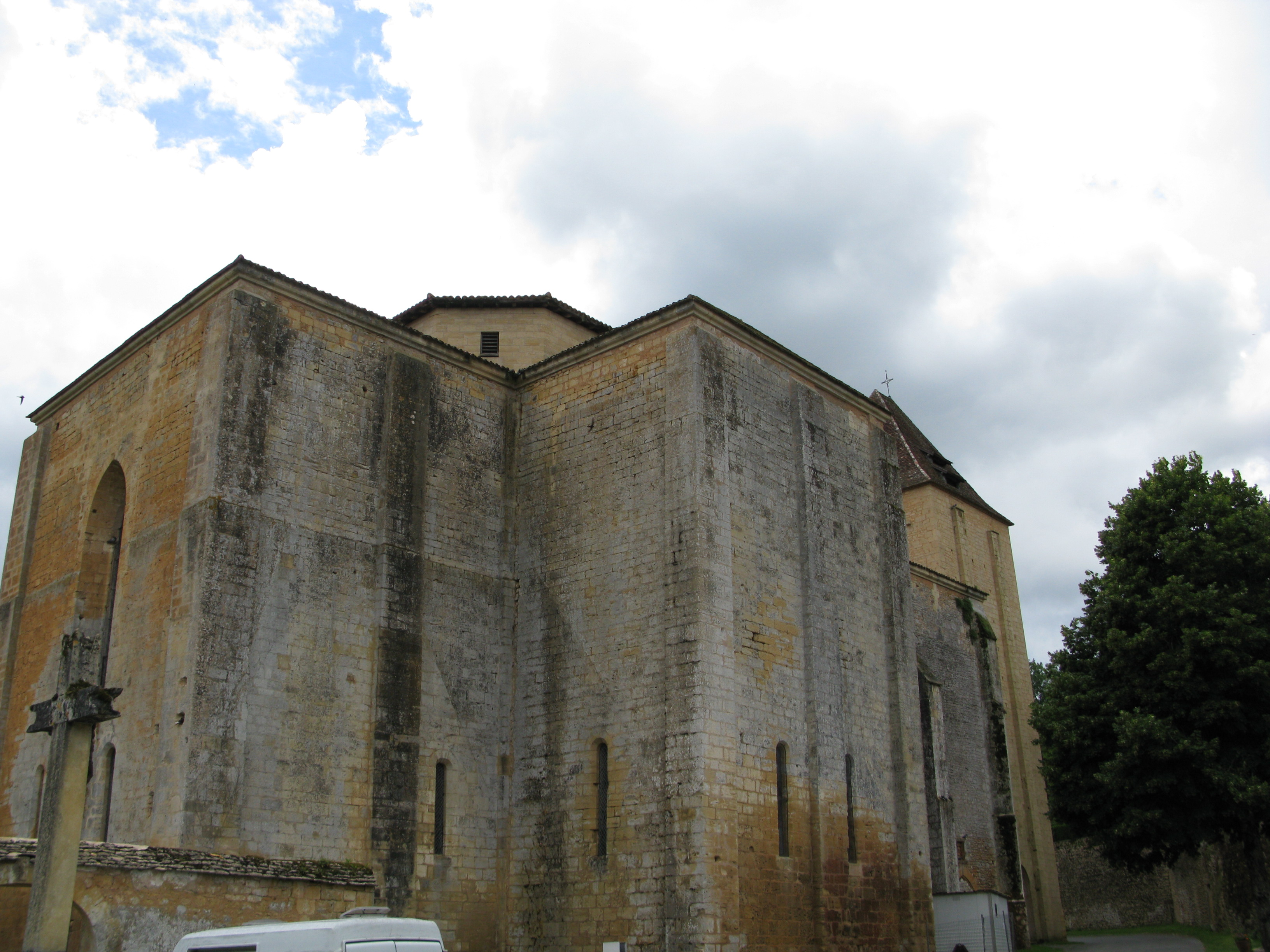
L'église abbatiale de Paunat.
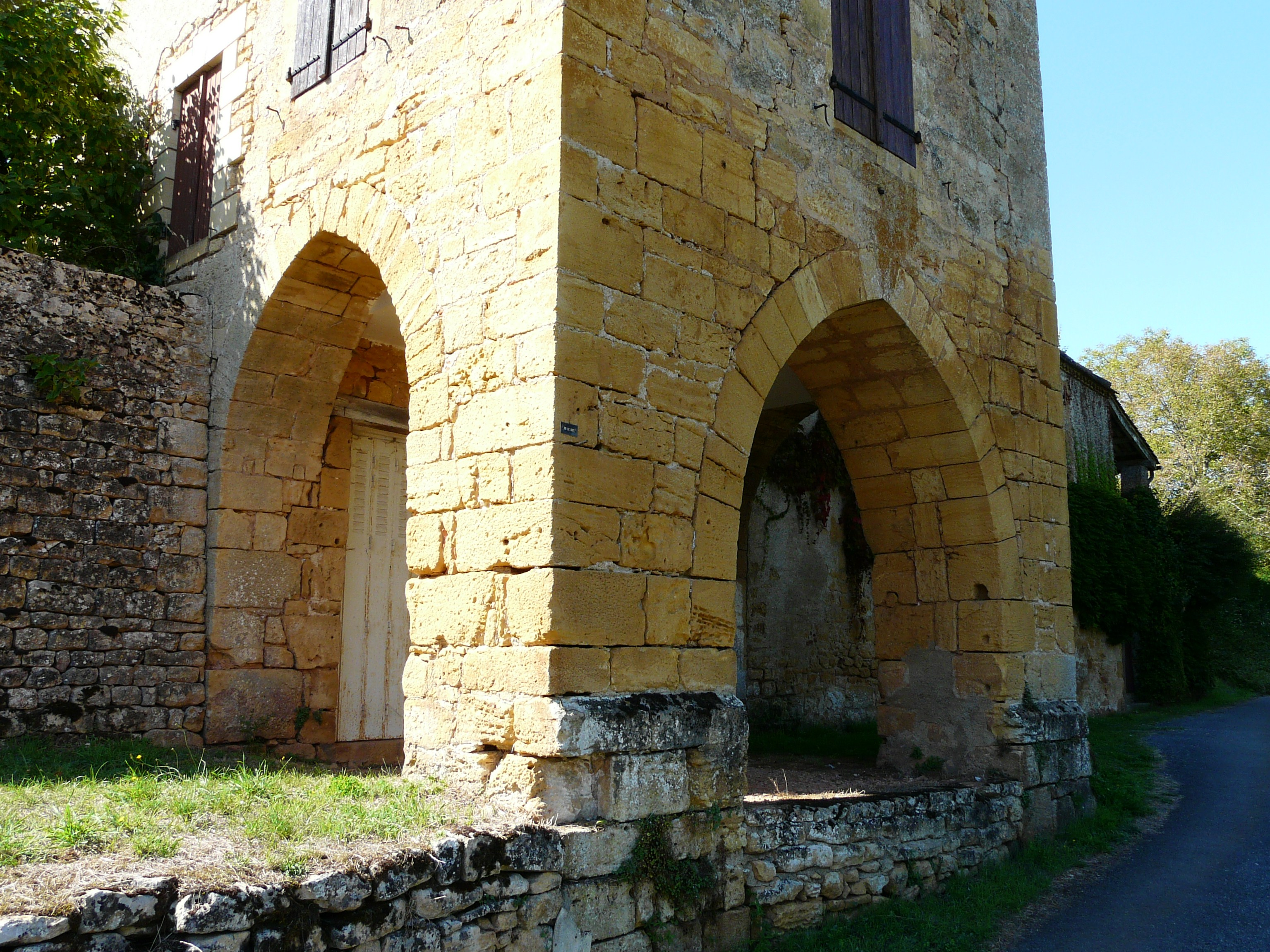
Le porche de la maison La Recette.

### Héraldique
| Blason de Paunat | Blason  | D'azur à l'arbre au naturel, au pèlerin de Saint-Jacques d'or, coiffé et chaussé de gueules, tenant son bâton du même, brochant sur le tout. |
| Blason de Paunat | Détails | Le statut officiel du blason reste à déterminer.                                                                                             |

## Pour approfondir